# Georges Henrion
George Henrion (8 december 1894 – onbekend) was een Belgische atleet, die gespecialiseerd was in het hoogspringen. Hij veroverde één Belgische titel.

## Biografie
Henrion werd in 1919 Belgisch kampioen hoogspringen. Het jaar nadien nam hij op dit nummer deel aan de Olympische Spelen van 1920 in Antwerpen. Hij ging over 1,70 m, wat 10 cm te weinig was om zich te kwalificeren voor de finale.
Henrion was aangesloten bij Cercle Athletique Spa.

## Belgische kampioenschappen
| Onderdeel    | Jaar |
| ------------ | ---- |
| hoogspringen | 1919 |

## Persoonlijke records
| Onderdeel    | Prestatie | Datum | Plaats |
| ------------ | --------- | ----- | ------ |
| hoogspringen | 1,70 m    | 1919  |        |

## Palmares
hoogspringen
- 1912:  BK AC – 1,60 m
- 1919:  BK AC – 1,62 m
- 1920: kwalificaties OS in Antwerpen – 1,70 m